# Unchained Melody
Unchained Melody («Звільнена мелодія») — пісня, яку 1955 року написав  Алекс Норт на слова Гая Зарета. Одна з найчастіше записуваних пісень XX століття.
Початково її написано до фільму «Зірвані з ланцюга» Unchained. Широко популярною стала в 1965-му, коли її записав гурт The Righteous Brothers. Пісня посіла п'яту сходинку в Billboard Hot 100, а через 25 років — знову повернулася до хіт-параду завдяки фільму Привид, де вона використовується як основна тема.
У Великій Британії пісня була визнана найкращою серед пісень про кохання на каналі Channel 4 та Channel Five. 2004 року посіла 365 місце у списку 500 найкращих пісень за версією журналу «Rolling Stone». За версією Magic 1278 пісня посіла першу сходинку у списку 500 найкращих пісень усіх часів.
В оригіналі пісня звучить англійською мовою. Втім, дуже відомою є версія італійською мовою, записана квартетом Il Divo під назвою Senza catene.

## Список артистів, що записували твір
1957 - The Fleetwoods
- 1957 - Ricky Nelson
- 1960 - Сем Кук
- 1968 - Sonny & Cher
- 1969 - Рой Орбісон
- 1970 - The Platters
- 1977 - Елвіс Преслі[1]
- 1978 - Віллі Нельсон
- 1978 - The Drifters
- Sha Na Na (в епіозді телесеріалу)
- 1982 - Джоні Мітчелл
- 1989 - U2
- 1997 - Сара Маклахлан
- 1997 - Ліенн Раймс
- 2002 - Gareth Gates
- 2005 - Cyndi Lauper
- 2006 - Il Divo
- 2006 - Баррі Манілов
- 2007 - Joseph Williams
- 2013 - Jacob Artist і Blake Jenner, в 15-му епізоді четвертого сезону шоу Glee

## Зовнішні посилання
- опис твору на  lastfm.pl